# Comes de Llossau
Les Comes de Llossau és un conjunt de comes de municipi d'Esterri de Cardós, al Pallars Sobirà.
Estan situades al vessant de ponent de la Serra de Tudela, a l'extrem nord-oriental del terme municipal d'Esterri de Cardós. Les comes tenen un fort desnivell, ja que comencen al Pic de Tudela, a uns 2.300 metres d'altitud, i baixen fins als 1.300 metres. Hi neixen diferents cursos fluvials que formen el Torrent d'Esterri. Per la part més elevada hi passa el GR-11.